# Henry Singleton

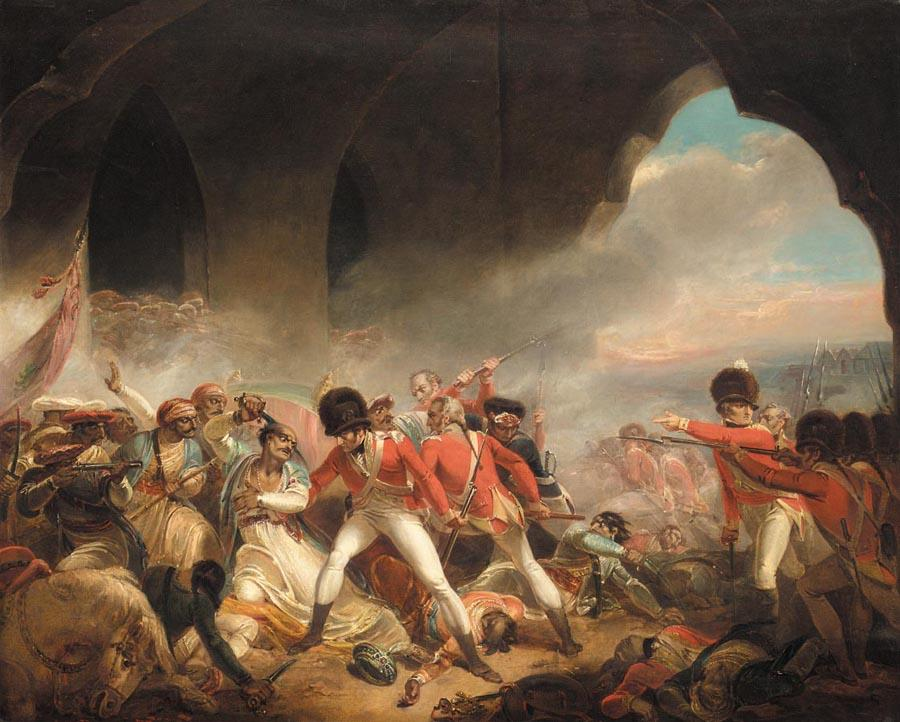
"L'ultimo sforzo e la caduta del Sultano Fateh Ali Tipu", di Henry Singleton (circa 1800).

Henry Singleton (Londra, 19 ottobre 1766 – Londra, 15 settembre 1839) è stato un pittore e miniaturista britannico.

## Biografia
Proveniente da una famiglia di artisti, rimase orfano di padre all'età di due anni e quindi fu allevato dallo zio William Singleton († 1793), che aveva studiato sotto Ozias Humphry e dipingeva ritratti e miniature. Un altro zio, Joseph Singleton, esponeva alla Royal Academy of Arts tra il 1773 e il 1788. Le sorelle di Henry, Maria e Sarah (sposata poi Macklarinan), erano miniaturiste ed esponevano alla Royal Academy of Arts rispettivamente dal 1808 al 1820 e dal 1787 al 1806. Nel 1807 sposò la cugina, figlia unica dello zio William.
Henry Singleton morì a Londra, nella casa di un amico al n. 7 di Kensington Gore e fu sepolto nella chiesa di Saint Martin-in-the-Fields.

## Opere
Sebbene Singleton, come gli zii e le sorelle, dipingesse miniature, egli non si limitò a questo genere. Egli espose alla Royal Academy, tra gli anni 1784 e 1839, circa 300 opere, una grossa parte delle quali erano ritratti, con soggetti tratti dalle Scritture. Fu per molti anni il più anziano degli espositori viventi della Royal Academy. Le sue opere vennero anche esposte presso la British Institution for Promoting the Fine Arts in the United Kingdom (Istituto britannico per la promozione delle Belle Arti nel Regno Unito), dal 1806, e presso la Royal Society of British Artists, dal 1824 fino alla sua morte, avvenuta nel 1839.
Fin dall'età di sedici anni egli lavorò come artista professionista. Frequentò la Royal Academy School dai diciassette anni e vinse la medaglia d'argento nel 1784. Il suo dipinto dell'ode Alexander's Feast di John Dryden vinse la medaglia d'oro nel 1788.
Nel 1793 la  Royal Academy commissionò a Singleton un gruppo di ritratti di quaranta membri dell'Accademia; ironicamente, egli non fu mai membro interno od associato della medesima. Già all'inizio della carriera egli era noto come pittore di grandi quadri riproducenti persone o eventi dalla Bibbia, dalle opere di William Shakespeare, oppure eventi storici a lui contemporanei. Sebbene i suoi ritratti fossero molto richiesti, egli non raggiunse mai un gran successo come pittore storico, come ci si sarebbe aspettati all'inizio della sua carriera.
Lord Nelson, l'Ammiraglio Vernon, Lord Howe e John "Mad Jack" Fuller furono soggetti dei suoi ritratti. I suoi Paolo I che concede la libertà a Kościuszko (1797) e La morte del comandante Alexander Hood dopo la cattura del vascello francese "L'Hercule", il 21 agosto 1798, sono considerati tra i suoi migliori lavori. Poco prima di morire Singleton completò una serie di dipinti che illustravano le opere di Shakespeare.
Le sue opere entrano nelle collezioni del British Museum, del Victoria and Albert Museum, della National Portrait Gallery di Londra, della Scottish National Portrait Gallery, della Tate Britain, dell'Ulster Museum e della Brighton Art Gallery.
Uno dei suoi dipinti dal titolo "Personaggi" si trova presso il Museo Fortunato Calleri di Catania.

## Fonti
- Foster, J. J. (Joshua James), A Dictionary of Painters of Miniatures (1525-1850): with some account of exhibitions, collections, sales, etc., pertaining to them (1926), Lenox Hill Publishing (Jun 1967), ISBN 0-8337-1218-7.
- Harrington, Peter, British Artists and War: The Face of Battle in Paintings and Prints, 1700-1914,, Greenhill (1993), 1993, ISBN 1-85367-157-6.
- Matthew, H. C. G. (Henry Colin Gray), Oxford Dictionary of National Biography: in association with the British Academy: from the earliest times to the year 2000, Oxford University Press, 2004, 2004, ISBN 0-19-861411-X.